# Histoire d'IPv6
Pour un article plus général, voir IPv6.
L'IPv6 (Internet protocol version 6) est le successeur du protocole IPv4. IPv6 est le fruit d'un travail mené au sein de l'IETF au cours des années 1990.

## Développement d'IPv6
En novembre 1991, l'Internet Architecture Board (IAB) et l'Internet Engineering Task Force (IETF) créent un groupe nommé Routing and Addressing (ROAD) qui a pour mission de formuler des propositions de solutions quant aux problèmes d'échelle que connait Internet. La RFC 1287 (Towards the Future Internet Architecture) explique les problèmes qui se posent et la démarche suivie.
En juillet 1992, l'IAB produit un draft étonnant décrivant un IP version 7 basé sur CLNP. CLNP est un standard ISO aligné sur le modèle OSI et décrit dans ISO 8473, les adresses pouvant avoir 160 bits de longueur. L'IAB estime que le temps disponible est insuffisant pour élaborer un nouveau protocole et espère que cette proposition fera gagner du temps, cette opinion n'étant pas universellement partagée.

Cette orientation d'Internet vers OSI proposée par l'IAB après une longue rivalité n'est pas bien accueillie à la réunion IETF de juillet 1992 où Vint Cerf, qui avait d'abord accueilli favorablement la proposition de l'IAB, finit par rejoindre la position de l'Internet Engineering Steering Group (IESG), la proposition de l'IAB est finalement rejetée. La polémique stimule la recherche d'alternatives dans les mois qui suivent. 
En novembre 1992, la RFC 1380 (IESG Deliberations on Routing and Addressing) dresse le constat alarmant que l'espace d'adressage disponible avec le protocole IP sera insuffisant à terme, et que l'espace des classes B sera notamment épuisé en quelques années à défaut d'action. D'autre part la table de routage d'Internet croit de façon inquiétante et atteint les limites de capacité des routeurs disponibles.
En septembre 1993, ROAD produit la RFC 1519 (Classless Inter-Domain Routing (CIDR): an Address Assignment and Aggregation Strategy) qui permet une assignation des adresses plus flexible et s'affranchit de la notion de classe d'adresse IP. Grâce à CIDR, une meilleure utilisation de l'espace encore libre est possible, ce qui prolonge la vie d'IPv4. ROAD propose aussi de réserver des plages d'adresses pour les réseaux privés, ce qui deviendra RFC 1597, puis RFC 1918.
Entre 1992 et 1994, de nombreuses propositions pour un nouveau protocole Internet voient le jour.

En 1992 CNAT, IP Encaps, Nimrod et Simple CLNPsont présentés. Trois autres viennent s'ajouter ensuite : P Internet Protocol (PIP, RFC 1621), Simple Internet Protocol (SIP), et TP/IX (RFC 1473, orienté OSI). Simple CLNP devient TCP and UDP with Bigger Addresses (TUBA, RFC 1347). IP Encaps est alors connu sous le nom de IP Address Encapsulation (IPAE).
Quatre groupes de travail IETF sont créés pour développer les candidats les plus intéressants : 
- SIP, présidé par Steve Deering et Christian Huitema, qui porte la taille des adresses à 64 bits et simplifie l'en-tête,
- PIP, présidé par Paul Francis, qui tente de séparer les rôles d'identificateur et le localisateur dans l'adresse,
- TUBA, présidé par Mark Knopper et Peter Ford[17], soit TCP sur CLNP,
- IPAE, présidé par Dave Crocker et Robert Hinden, qui ajoute une couche d'encapsulation au-dessus d'IP.

En 1993, SIP et IPAE, qui dispose d'un plan de transition, fusionnent. Deering et Hinden prennent la direction du groupe de travail fusionné, puis PIP est intégré et le nom change en Simple Internet Protocol Plus (SIPP). TP/IX devient Common Architecture for the Internet (CATNIP, RFC 1707). Nimrod est perçu comme un projet de recherche plutôt qu'une réelle proposition pour un nouveau protocole.
Un appel à propositions pour le nouveau protocole IP est formellement lancé en décembre 1993 avec la RFC 1550 (IP: Next Generation (IPng) White Paper Solicitation). Vingt livres blancs y répondent, dont RFC 1710 (Simple Internet Protocol Plus White Paper).
En 1994, le groupe IETF Address Lifetime Expectation (ALE) est formé pour estimer la date de l'épuisement des adresses IP, afin de déterminer le temps disponible pour une transition vers un nouveau protocole. Le groupe arrive à la conclusion que l'épuisement aura lieu entre 2005 et 2011.
À la fin de l'année 1994, l'area IPng est formé au sein de l'IETF (RFC 1719). La RFC 1726 définit les critères de sélection et la RFC 1752 (The Recommendation for the IP Next Generation Protocol) compare CATNIP, SIPP et TUBA qui sont les candidats les plus sérieux. 
CATNIP est ambitieux et propose de transporter TCP, TP4 et IPX sur IPv4, CLNP, IPX ou CATNIP indifféremment. Le schéma d'adressage est emprunté à OSI. Le support pur le multicast et la mobilité est insuffisant et CATNIP n'est pas jugé suffisamment développé techniquement. TUBA consiste à transporter TCP sur CLNP. Cette réorientation d'Internet vers CLNP cause des inquiétudes au sein de l'IETF quant à sa future capacité de faire évoluer le protocole.

SIPP est une évolution d'IPv4 plutôt que d'une révision complète. Il apporte des améliorations au niveau de la sécurité avec IPsec, du support pour la mobilité, de l'auto-configuration, etc. Il bénéficie du plus d'enthousiasme au sein de l'IETF et ses spécifications sont les plus avancées. SIPP n'est cependant pas jugé entièrement satisfaisant sur un nombre de points, notamment l'agrégation du routage. Le chapitre de transition IPAE de SIPP est jugé impossible à réaliser et abandonné, et la taille des adresses est revue à la hausse, de 64 à 128 bits.
SIPP est finalement retenu comme IPng par l'IESG dans sa version modifiée pour élargir les adresses de 64 à 128 bits, après un long débat au sujet de la taille des adresses, alimenté notamment par la notion de facteur H (RFC 1715, RFC 3194) qui estime l'efficacité dans l'attribution des adresses. IPng est alors désigné sous le nom d'IPv6, la version 5 d'IP ayant été réservée.
Les spécifications initiales d'IPv6 sont publiées dans la RFC 1883 en décembre 1995. En décembre 1996, le groupe de travail ngtrans est formé pour préparer la transition vers IPv6, tandis qu'IPng est chargé de finaliser les spécifications du nouveau protocole. Les spécifications du protocole sont publiées en 1998 dans la RFC 2460 qui clarifie certains aspects comme le Path MTU, les jumbograms et le flow label.
En 1995 et 1996, les premières implémentations d'IPv6 dans les systèmes d'exploitation et le DNS sont opérationnelles. Les systèmes sur lesquels les premières implémentations sont réalisées sont NetBSD (par l'INRIA), BSDI (en) (NRL), Digital Unix et HP-UX (SICS (en)).
L'idée du réseau IPv6 expérimental français, initié par l'Association G6 voit le jour en 1995 et se concrétise quelques mois plus tard. Le réseau international 6bone démarre en juillet 1996 et relie IMAG (France), WIDE (en) (Japon) et UNI-C (da) (Danemark) à travers des tunnels. Le premier protocole de routage utilisé est RIPng (RFC 2080), puis BGP4+ (RFC 2283).

### Plans d'adressage IPv6
Une fois la question du protocole réglé, restait à déterminer la manière d'attribuer les adresses.
Les premières propositions de distribution géographique sont rejetées par les fournisseurs d'accès. Une proposition appelée GSE (Global, Site and End-System)/8+8 qui vise à scinder l'adresse en deux est rejetée également. GSE/8+8 réservait les 8 premiers octets pour le routage, tandis que les 8 suivants étaient à la disposition de l'utilisateur final.
Provider-Based Unicast Address (RFC 2073) prévoit cinq niveaux d'agrégation. Toutes les adresses dépendent du fournisseur d'accès. La proposition est rejetée également.
En 1998, la RFC 2374 définit deux niveaux d'agrégation : le Top-Level Aggregation Identifier (TLA) et Next-Level Aggregation Identifier (NLA), ce modèle prévaudra jusqu'en 2003 où la RFC 3587 le rend obsolète. Dans le modèle finalement retenu, il existe un préfixe de routage global de taille variable de n bits et public, suivi d'une partie sous-réseau de 64-n bits et d'une dernière partie fixée à 64 bits.

### Délégations des blocs IPv6
En juillet 1999, l'IANA délègue les premiers blocs IPv6 au RIPE NCC, l'ARIN et l'APNIC, ce qui permet le démarrage d'IPv6 hors des réseaux expérimentaux.

## Utilisation d'IPv6
| Pour des raisons techniques, il est temporairement impossible d'afficher le graphique qui aurait dû être présenté ici. | Source |

Par ailleurs, aux États-Unis, les connexions aux services de facebook depuis un téléphone portable se font majoritairement par Ipv6.